# Paul Affeldt
Paul E. Affeldt (Camarillo, 2 november 1931 - Ventura, 23 februari 2004) was een Amerikaanse auteur en muziekproducent van ragtime, blues en vroege jazz, die in de V.S. vooral bekend was als uitgever van Jazz Report.
Affeldt was van 1960 tot 1983 auteur en uitgever van Jazz Report, een vaktijdschrift voor platenverzamelaars. In 1983 fuseerde het blad met The Mississippi Rag en werd Affeldt hiervan de medeuitgever. Sinds 1961 produceerde hij een reeks albums voor zijn platenlabel Euphonic Sound Recordings, genoemd naar zijn lievelings-rag. De eerste LP's bevatten muziek van de ragtime-pionier Brun Campbell, daarna volgden opnames van Speckled Red, Roosevelt Sykes, Euday Bowman, Paul Lingle (Dance of the Witch Hazels - At the Jug Club 1951), John Bently & His Buddies, Piano Red (Dr. Feelgood, 1976), David Thomas Roberts, Jim Turner, Stump Johnson, Bill Mitchell/Hal Smith (Echoes of Chicago), Dave Jasen, Charles Hubbard Thompson en Knocky Parker (Eight in Eighty-Eight). Affeldt had een grammofoonplatenverzameling van vroege jazz, van onder meer Fats Waller, James P. Johnson, Meade Lux Lewis en Art Hodes. Enkele Euphonic-platen werden later op compact disc bij Delmark Records opnieuw uitgebracht.